# /dev/random и /dev/urandom
/dev/random и /dev/urandom — специальные символьные псевдоустройства в некоторых UNIX-подобных системах, впервые появившиеся в ядре Linux версии 1.3.30. Они предоставляют интерфейс к системному генератору случайных чисел, который выводит шум из драйверов устройств и других источников в «хаотичный» пул (англ. entropy pool). Генератор также сохраняет необходимое количество битов шума в этом пуле и формирует из него случайную либо псевдослучайную последовательность чисел.
Начиная с версии ядра Linux 4.8, генератор urandom был переведен на использование потокового шифра ChaCha20 вместо SP800-90A DRBG

## Различие между /dev/random и /dev/urandom
Разницу между ними можно описать так:
- /dev/random — генератор случайных чисел;
- /dev/urandom — генератор псевдослучайных чисел.

При чтении данных из устройства /dev/random выводятся только случайные байты, полностью состоящие из битов шума «хаотичного» пула ОС. Если «хаотичный» пул опустел, /dev/random ничего не выдаст, пока необходимое количество битов в пуле не будет создано, читающая /dev/random программа будет ждать появления очередного случайного байта.
В ядре Linux «хаотичный» пул получает энтропию из нескольких источников, в том числе из аппаратного генератора случайных чисел современных процессоров Intel.
Устройство /dev/random может быть необходимо пользователям, которые требуют очень высокого коэффициента случайности, например, при создании ключа шифрования, предполагающего длительное использование.
Чтение данных устройства /dev/urandom возвратит столько байтов, сколько было запрошено. В результате, если в пуле было недостаточно битов, теоретически возможно найти уязвимость алгоритма, использующего это устройство (на настоящее время нет опубликованных работ о такой атаке). Если это важно, следует использовать /dev/random.
Пример типичного использования /dev/urandom — заполнение массива «шумом»:
```
Заполняем раздел случайными данными для удаления 
остаточной информации
:
  dd if=/dev/urandom of=/dev/sdb3
```